# Facultad de Medicina y Psicología de Tijuana
La Facultad de Medicina y Psicología forma parte de la  Universidad Autónoma de Baja California (UABC), cuenta con licenciaturas y postgrados. Sus instalaciones se encuentran en Tijuana, Baja California, México, y cuentan con una clínica, un anfiteatro, un quirófano y cuatro laboratorios, donde los alumnos pueden efectuar sus prácticas. Cada año ingresan aproximadamente 360 alumnos. 

## Historia
El 28 de junio de 1973 se autorizó la creación de esta unidad académica y se inauguró oficialmente el 11 de febrero de 1974. Las primeras clases tuvieron lugar a partir del 13 de febrero de ese mismo año.
A lo largo de la historia, la Facultad de Medicina ha cambiado varias veces de nombre por distintas circunstancias, siendo el primer nombre Escuela de Medicina extensión Tijuana (1974), Escuela de Medicina (1975 - 1986) y Facultad de Medicina (1986-2006). En el año 2006 se rebautiza con el nombre Facultad de Medicina y Psicología, nombre que ostenta hasta la fecha.

### Directores de la Facultad
A lo largo de su historia, esta unidad académica ha contado con los siguientes directores desde su creación:
| Nombre                         | Inicio | Fin  |
| ------------------------------ | ------ | ---- |
| Pedro Cervantes Ochoa          | 1973   | 1978 |
| Héctor Santillana Santillana   | 1978   | 1978 |
| Eduardo Gosset Osuna           | 1978   | 1983 |
| Héctor Rivera Valenzuela       | 1983   | 1987 |
| Rosalva C. Vargas Almaráz      | 1987   | 1992 |
| José Lorenzo Alvarado González | 1992   | 2000 |
| Adriana Carolina Vargas Ojeda  | 2000   | 2002 |
| Sara Cortés Bargalló           | 2002   | 2011 |
| Alfredo Renán González Ramírez | 2011   | 2015 |
| Arturo Jiménez Cruz            | 2015   |      |

## Antecedentes
En el periodo del Rector de la Universidad Autónoma de Baja California, Rafael Soto Gil (1967-1971), se formó en la ciudad de Mexicali, un grupo de egresados de preparatoria los cuales manifestaron sus anhelos de que existiera una escuela de Medicina y exigieron hasta lograr su propósito.
En enero de 1972 algunos días después del nombramiento del Rector Luis López Moctezuma (1971-1975), el Secretario de Educación Pública, Víctor Bravo Ahuja, hizo una visita al estado de Baja California durante el cual dio a conocer la noticia de que habría un incremento al subsidio federal en un 100% para la educación y edificios.
En enero de 1972 las clases se tomaban en la clínica uno del IMSS y se adoptaron instalaciones de un antiguo Hospital Civil para prácticas forenses y laboratorios. Con 67 alumnos contaba la Facultad de Medicina en esos tiempos.
La Facultad de Medicina desde principios tenía mucha demanda, en el primer año de su creación solicitaron ingreso 200 aspirantes a la misma y solo 110 alumnos lograron inscribirse.
Extracto de documento real:

.. Durante 1991 a 1994 (periodo rectorial del Dr. Luis Lloréns Báez), La Dirección General de Obras e Instalaciones de la Universidad desarrolló varios planes y programas de construcción, remodelación y crecimiento de edificios e instalaciones físicas; dentro de las cuales se construyeron los laboratorios de la Escuela de Medicina.
En la gestión rectorial del Lic. Luis Javier Garavito Elías se abrieron entre otras Escuelas, las especialidades en Pediatría, Anestesiología, Cirugía General, Medicina Interna y Ginecología y Obstetricia, en la Facultad de Medicina Mexicali. UABC.
UABC Medicina

## Servicios a la comunidad

### C.U.M.A.I.
Es el Centro Universitario Médico Asistencial y de Investigación. Localizado en el campus Tijuana, se creó para ser campo de investigación de los alumnos de licenciatura y postgrado. Para mejorar la calidad de la enseñanza de la propedéutica médica y para hacer promoción de la salud pensando en inculcar el autocuidado de las personas. Este centro se caracteriza por los siguientes servicios:
- Programa de Atención Familiar Integral.

- Consulta externa de Medicina General en el campus

- Programa de Cirugía simplificada.

- Programa de Detección oportuna de Cáncer Cervicouterino.

- Programa de Higiene Escolar.

- Consulta de Medicina General en otras instituciones.

### C.U.A.P.I.
Es el Centro Universitario Atención Psicológica e Investigación, es un servicio de la Licenciatura en Psicología que surge como una respuesta de la U.A.B.C. a su compromiso con la comunidad. Brindando atención Psicológica a quien lo solicite (psicoterapia breve, 8 a 12 sesiones). Facilitando a los estudiantes de Psicología y a los egresados su profesionalización, realizando proyectos de investigación psicológica.
La atención psicológica puede ayudar a dar solución a problemas como: Dificultades en las relaciones con los demás: familia, amigos, padres, maltrato infantil, inseguridad, aislamiento, baja autoestima, depresión, bajo rendimiento escolar, entre otros.

### C.A.N.D.I.
El Centro de Atención de Niños Disléxicos (CANDI) proporciona: Evaluación psico-pedagógica, atención del problema por medio de ejercicios de lectoescritura, plática con los padres para explicar qué es la dislexia, crear en el niño herramientas para resolver su problema de lectoescritura, aumentar la autoestima del niño disléxico.